# Toleria vietnamica
Toleria vietnamica — вид лускокрилих комах родини склівок (Sesiidae). Описаний у 2020 році.

## Поширення
Ендемік В'єтнаму. Виявлений у Національному парку Бабе в провінції Баккан на півночі країни.